# Tielen (Schleswig-Flensburgo)
Tielen es un municipio situado en el distrito de Schleswig-Flensburgo, en el estado federado de Schleswig-Holstein (Alemania), con una población a finales de 2016 de unos 289 habitantes.
Se encuentra ubicado al norte del estado, cerca del río Eider que desemboca en el canal de Kiel.